# アンジー・マルチネス
アンジー・マルチネス（Angie Martinez、1971年1月9日 - ）は、アメリカのラジオ / テレビ番組の司会者、ヒップホップ・アーティスト、女優、モデルである。ニューヨーク市ブロンクス区出身で、プエルトリコ系アメリカ人。

## ラッパーとしての経歴
1996年、友人のKRSワンの勧めでラップを始め、彼のアルバム｢アイ・ゴット・ネクスト｣に収められている｢ハートビート｣に客演を果たした。この曲で注目を集めた彼女は、同じく友人のリル・キムから、｢ナッシング・トゥー・ルーズ｣のサントラ盤に収録される「ノット・トゥナイト」のリミックス曲への参加を持ちかけられた。この曲にはミッシー・エリオット、リサ・レフトアイ・ロペス、ダ・ブラットも客演しており、豪華女性ラッパー共演曲ということもあり1997年に最もヒットした作品の1つに数えられている。ビルボードのポップ チャートでは2位、ヒップホップチャートでは1位まで上り詰め、100万枚を売り上げ、プラチナディスクに輝いた。
同年、グラミー賞の2部門にノミネートされ、 MTV ビデオ・ミュージック・アウォーズにも招待された。この結果、彼女を巡るレコード会社による激しい争奪戦が展開されることとなった。同時に、他のラッパーたちの作品への客演の依頼が殺到した。メアリー・J・ブライジの「クリスマス・イン・ザ・シティ」、テラー・スクワッドの「フリーク・アウト」、N.O.R.Eの「オー・ノー・リミックス」、ビーニー・マンの｢テル・ミー・リミックス｣、ファンクマスター・フレックスとビッグ・キャップによるコンピレーションアルバム｢ザ・トンネル｣などに、客演を果たしていった。
1999年には、ジェイZとRケリーの｢ギルティ・アンティル・プルーブン・イノセント｣の音楽ビデオへの出演も果たした。2001年8月17日、遂にアルバム｢ザ・タイム・クローズ・アンド・パーソナル・プロジェクト｣を発表した。DJクルー、ドロ、サラーム・レミ、ロックワイルダーなどから楽曲の提供を受け、ジェイZ、スヌープ・ドッグ、メアリー・J・ブライジ、ワイクリフ・ジョン、バスタ・ライムス、クール・G・ラップといった面々をゲストに迎えた。アルバムからのングル第1弾｢デム・サングス｣は、ネプチューンズがプロデューサーを務め、ファレル・ウイリアムズやQティップをバックコーラスに迎えた。シングルは大きな反響を集めることは出来なかったが、アルバムは上々の滑り出しを見せた。ビルボードのアルバムチャートでは32位に、ヒップホップチャートでは10位に、それぞれ初登場し、発売から1週間で7万枚近くの売り上げを記録した。シングル第2弾「コースト・トゥー・コースト」は、ワイクリフ・ジョンが客演を果たし、アルバムの人気に再び火をつけた。彼女は雑誌の取材、レコードショップでのサイン会、クラブでのライブ活動、MTVやBETへの出演などの積極的な宣伝活動を展開した。アルバムは約33万枚の売り上げを記録し、アンジー・マルチネスというアーティスト共に、ヒップホップ界に受け入れられることになった。
1枚目のアルバムに続き、彼女はすぐに2枚目のアルバム制作に取り掛かった。アルバムの前評判を高めていくために、BETの番組「ラップ・シティ」に出演したり、アメリカ全土のラジオ局に出演したりしていった。またサカーリオの「リブ・ビッグ」のリミックス盤への客演も果たした。この曲は、三州地域のチャートで1位に輝き、この曲が、彼女の2枚目のアルバムからの第1弾シングルであると見なされるようになった。また、サカーリオとリル・モー客演の「イフ・アイ・クドゥ・ゴー」が発表され、ビルボードのシングルチャートでトップ10入りを果たした。この曲は、2002年に最も数多くラジオで流された曲である。そして、同年8月21日に、アルバム「アニマル・ハウス」（これは、彼女のレコードレーベルの名前であり、ヒップホップ・グループの名前でもある）が発表された。ビルボードのアルバムチャートで11位を記録した。アルバムからの第2弾シングル｢テイク・ユー・ホーム｣が、R&B歌手のケリスを迎えて発表されるも、それほどの注目を集めるに至らなかった。2枚目のアルバムは、1枚目よりも好意的な批評を受け、50万枚以上を売り上げ、ゴールドディスクに輝いた。彼女はRIAAから賞を受けた初のプエルトリコ系の女性ラッパーである。
2枚のアルバムに続き、リル・モーの「ギャングスタ」のリミックス盤、ニナ・スカイの「タイム・トゥー・ゴー」に客演を果たした後、ラッパーとしては引退することを発表した。